# 鶴見哲也
鶴見 哲也（つるみ てつや、1981年 - ）は日本の経済学者。南山大学総合政策学部教授。専門は環境経済学・幸福学。

## 略歴
- 学歴:
  - 修士（国際協力学）：東京大学大学院新領域創成科学研究科（2007年）
  - 博士（学術）：横浜国立大学大学院国際社会科学研究科（2011年）
- 職歴:
  - 2010年4月 - 2011年3月：東京大学大学院新領域創成科学研究科 助教
  - 2011年4月 - 2015年3月：南山大学総合政策学部 講師
  - 2015年4月 - 2023年3月：南山大学総合政策学部 准教授
  - 2023年4月 - 現在：南山大学総合政策学部 教授

## 著書
- 『幸福の測定―ウェルビーイングを理解する』（中央経済社、2021年）
- 『Handbook on Wellbeing, Happiness and the Environment』（Edward Elgar Publishing、2020年）

## 論文
- 「Does Trade Openness Improve Environmental Quality?」Journal of Environmental Economics and Management
- 「Decomposition of the Environmental Kuznets Curve: Scale, Technique, and Composition Effects」Environmental Economics and Policy Studies
- 「Are cognitive, affective, and eudaimonic dimensions of subjective well-being differently related to consumption? Evidence from Japan」Journal of Happiness Studies